# Formaggio di Santo Stefano di Quisquina
Il formaggio di Santo Stefano Quisquina è un formaggio e prodotto tipico siciliano.
Rientra nell'elenco dei prodotti agroalimentari tradizionali (PAT) stilato dal Ministero delle politiche agricole alimentari e forestali (Mipaaf). Viene prodotto in un'area centrale dei monti Sicani, tra la provincia di Agrigento e la provincia di Palermo, in particolar luogo a Santo Stefano Quisquina località da cui prende il nome.

## Caratteristiche
Il formaggio viene prodotto da ottobre a giugno utilizzando latte intero ovino. È un formaggio a pasta cruda e molle, stagionato per minimo sei mesi. Si presenta con una crosta sottile, di colore giallo paglierino. È di forma cilindrica con la faccia superiore concava e pesa circa due chili.

## Produzione
Il latte viene scaldato in una caldaia alla temperatura di circa 36-40 °C. Si aggiunge il caglio di agnello e si lascia coagulare per circa 30-40 minuti. La cagliata viene rotta con una rotula e viene poi posta in canestri e pressata a mano.
Si passa quindi alla fase della scottatura. I canestri e il loro contenuto vengono scottati per circa tre-cinque ore nel siero di latte a 85 °C. Successivamente le forme vengono estratte dai canestri e lasciate riposare e spurgare su piani inclinati.
La salatura avviene a secco e dura per circa dieci giorni. La stagionatura dura circa sei mesi in ambienti asciutti con frequente rivoltamento delle forme e talvolta sfregamento con olio d'oliva.